# Watertown (Wisconsin)
Watertown is een plaats (city) in de Amerikaanse staat Wisconsin, en valt bestuurlijk gezien onder Dodge County en Jefferson County.

## Demografie
Bij de volkstelling in 2000 werd het aantal inwoners vastgesteld op 21.598. In 2006 is het aantal inwoners door het United States Census Bureau geschat op 23.127, een stijging van 1529 (7,1%). In 2016 was het bevolkingsaantal aangedikt tot 23.817, een stijging van 690 (3,0%).

## Geografie
Volgens het United States Census Bureau beslaat de plaats een oppervlakte van 29,3 km², waarvan 28,3 km² land en 1,0 km² water. Watertown ligt op ongeveer 148 m boven zeeniveau.
Watertown ligt aan de Rock River, een zijrivier van de Mississippi met een lengte van naar schatting 459 kilometer.

## Plaatsen in de nabije omgeving
De onderstaande figuur toont nabijgelegen plaatsen in een straal van 16 km rond Watertown.

## Geboren
- Mary Lasker (1900-1994), filantroop en activiste en lobbyiste
- Daniel Brandenstein (1943), astronaut